# Futūḥ
Futūḥ: En la literatura islámica clásica, los futūḥ fueron las primeras conquistas árabe-musulmanas de Egipto, Siria, Mesopotamia, etc., que facilitaron la difusión del Islam y la civilización islámica.Futūḥ (escritura árabe: فتوح, singular: fatḥ: فتح) es una palabra árabe que significa literalmente "aperturas", como en "liberación".

## Ideología/etimología
Como se desprende del significado literal de la palabra, «futūḥ» es un término con una marcada inclinación a favor de las conquistas que representa, lo que implica su beneficencia y legitimidad general. El historiador Bernard Lewis describe el significado de «futūḥ» en el pensamiento islámico clásico:
Estas no se consideraban conquistas en el sentido vulgar de adquisiciones territoriales, sino el derrocamiento de regímenes impíos y jerarquías ilegítimas, y la «apertura» de sus pueblos a la nueva revelación y dispensación... El uso de la raíz «ftḥ» se asemeja, por lo tanto, al uso del verbo «liberar» en el siglo XX, y de hecho, a veces se sustituye por este último verbo («ḥarrara») en la escritura árabe moderna sobre la historia islámica temprana. El verbo árabe «ghalaba», «conquistar», con su connotación de arrollador mediante una fuerza superior, se utiliza a veces en los primeros relatos de las conquistas musulmanas, pero solo en el contexto de operaciones militares reales...
Subyacente a este uso, claramente, se encuentra el concepto de la legitimidad esencial del avance musulmán y la consiguiente ilegitimidad de su retirada ante la conquista infiel... El avance del poder musulmán es, por lo tanto, una apertura o una liberación, para dar rienda suelta a esta propensión divinamente implantada.

## Literatura «futūḥ»
Muchas historias del período clásico de la civilización islámica que tratan las primeras conquistas incluyen la palabra «futūḥ» en su título y se consideran un género literario propio, llamado informes «futūḥ». Al igual que muchas otras historias del período temprano, los informes «futūḥ» contienen una mezcla de géneros y materiales, algunos de ellos claramente de naturaleza administrativa, religioso-legal, filosófica o edificante. Por ejemplo, un rasgo común del género es el relato de la primera impresión del embajador enemigo sobre el ejército árabe, en el que elogia las virtudes primitivas de estos primeros guerreros musulmanes, criticando así implícitamente el lujo y el refinamiento excesivo de la época del autor.
A continuación, se presenta una lista parcial de estas historias:
- «Futūh Misr (Conquistas de Egipto)» de Ibn 'Abd al-Hakam
- «Futūh al-Sham (Conquistas de Siria)» de al-Azdi
- «Futūh al-Iraq (Conquistas de Irak)» de al-Waqidi
- «Futūh al-Habasa (Conquistas de Abisinia)» de Shihab al-Dīn Ahmad ibn ʿAbd al-Qādir ibn Sālim ibn ʿUthmān | Arab Faqīh
- «Futuh al-Buldan (Conquistas de las Tierras)» de Al-Baladhuri

## Impacto
El impacto de las conquistas futūḥ fue inmenso, sobre todo en los propios conquistadores, quienes incorporaron muchas características de las culturas avanzadas que absorbieron en lo que finalmente se convirtió en la civilización islámica clásica.
Entre los pueblos conquistados, se produjeron las siguientes convulsiones: la islamización y la arabización. La primera se produjo cuando el islam se convirtió en el marco político-religioso predominante de una sociedad. La segunda, cuando las costumbres y el idioma árabes se adoptaron ampliamente por la población. Aunque ambos desarrollos a menudo se produjeron simultáneamente, la expresión de uno no implicó necesariamente la expresión del otro. Muchos cristianos de Oriente Medio, por ejemplo, fueron arabizados, pero nunca islamizados, mientras que los persas fueron islamizados, pero no arabizaron.
De los dos trastornos, la islamización tuvo el mayor impacto en la identidad social y cultural. En todos los casos, la islamización condujo al rechazo casi total de un pueblo a su pasado pagano preislámico, de modo que sus logros y herencia ancestrales fueron olvidados o activamente denigrados. Cuando en el siglo XIX los orientalistas europeos comenzaron a recuperar este pasado, sus hallazgos fueron inicialmente ignorados por los residentes musulmanes del Cercano Oriente:
El descubrimiento del pasado antiguo fue una empresa y un logro ajenos a Oriente Medio, y durante mucho tiempo no tuvo impacto en los pueblos del Oriente Medio islámico, quienes permanecieron indiferentes a su propio pasado pagano. Para ellos, la historia significativa comenzó con la llegada del Islam. Esa era su propia historia, su verdadera historia, la historia que importaba. Lo que vino antes fue una era de ignorancia, sin valor ni lección que enseñar.
Si bien esta alienación puede explicarse en parte por el imperialismo cultural árabe implícito en la islamización (como se ejemplifica en la adopción de la escritura árabe, por ejemplo), existe una justificación teológica más directa: el concepto islámico de yahiliyah, o estado de ignorancia y barbarie que supuestamente prevalecía en la Arabia preislámica. Aplicado con facilidad por los primeros pueblos islamizados a su propio pasado pagano, los llevó a considerar estas épocas como tiempos de impiedad, ignorancia e injusticia rampantes, de los que poco se podía extraer de valor. Así, un tropo de la percepción que los musulmanes conversos tienen de su propia historia es la representación del orden político preislámico como uno de explotación y tiranía desenfrenadas, con gobernantes que dirigían la sociedad según sus caprichos malignos en lugar de en humilde subordinación a la ley benéfica de Dios para la humanidad:
Hasta que conocieron los hallazgos de la egiptología, la mayoría de los egipcios solo sabían del faraón lo que aprendieron del Corán, y la imagen del faraón en el Corán es muy similar a la del Antiguo Testamento. Tanto para musulmanes como para cristianos y judíos, el faraón era el arquetipo del tirano y opresor pagano, cuyos héroes son los Banūh Isrā'īl, los hijos de Israel.
Y en la Persia islámica, "Cosroes", del gran rey persa Cosroes II, se convirtió en un sinónimo tan fuerte de la monarquía pagana tiránica como "faraón" (aunque irónicamente, el destructor pagano del Imperio aqueménida, Alejandro Magno, fue ensalzado gracias a un accidente con las fuentes textuales coránicas).
Estas representaciones hostiles del orden político preislámico son un complemento necesario de la ideología del futūḥ: para que las conquistas musulmanas se percibieran como liberadoras, los órdenes sociales que reemplazaron debían representarse de la forma más negativa posible.
Con el rechazo del orden político preislámico vino también el rechazo de su legado cultural, a menudo expresado por la destrucción iconoclasta de sus restos monumentales, como en la reciente demolición de los Budas de Bamiyán. En Egipto, por ejemplo, la nariz faltante de la Gran Esfinge de Guiza fue rota por un sufí fanático al ver a los agricultores locales haciendo ofrendas a la Esfinge. Y en Irán:
...el pasado antiguo había sido olvidado y, en gran medida, borrado. En Persépolis, la antigua capital persa, los conquistadores musulmanes habían desfigurado los rostros de los medos y los persas representados en los frisos, viéndolos como una expresión de idolatría pagana. Solo se conocía la historia preislámica más reciente... de forma fragmentaria y procedente de fuentes árabes. La historia más antigua de Irán fue olvidada, e incluso se desconocía el nombre de Ciro, el fundador del estado persa.
Sin embargo, la difusión popular de los descubrimientos orientalistas condujo a una revisión de estas actitudes y, al menos, a una reafirmación parcial de las identidades preislámicas. En Egipto, las obras de eruditos nativos como Rifā'a Rafi' al-Tāhtawī revivieron el interés por el pasado faraónico y contribuyeron al surgimiento de movimientos de identidad nacional egipcios como el faraonismo. Aunque inicialmente ridiculizados por otros árabes como tafar'un (que significa caer en el faraonismo), los movimientos egipcios fueron con el tiempo emulados en otros lugares:
Este movimiento en Egipto fue inicialmente rechazado, condenado e incluso ridiculizado en otros países de habla árabe. Se lo consideró artificial, un intento provinciano de crear un pequeño Egipto dentro de la gran hermandad árabe o islámica. Fue denunciado por los panarabistas como separatista, por los religiosos como neopagano y por ambos como divisivo. No obstante, el ejemplo de Egipto tuvo un impacto en otras tierras de Oriente Medio.

## Actitudes contemporáneas
La aceptación de la interpretación del islam clásico sobre las conquistas futūḥ por parte de los pueblos islamizados/arabizados de Oriente Próximo y otros lugares varía.
Ha sido menos polémica en los países árabes de Asia, donde la identidad con los conquistadores árabes originales es más fuerte. En la historiografía árabe moderna ha existido una tendencia (en parte debido a la influencia del nacionalismo occidental) a representar las primeras conquistas como liberaciones de los árabes (o protoárabes) de la dominación imperial sasánida/bizantina:
La mayoría de los árabes actuales son descendientes arabizados de los habitantes de Siria, Irak y Egipto antes de la conquista, pero cualquier sugerencia de que la cultura islámica sea un desarrollo arabizado de lo que prevalecía en esas tierras anteriores a la conquista los ofende profundamente.

### África del Norte
En el norte de África, recientemente se ha producido una reafirmación de la identidad étnica y lingüística entre los bereberes.

## Enlaces
- Esta obra contiene una traducción  derivada de «Futūḥ» de Wikipedia en inglés, publicada por sus editores bajo la Licencia de documentación libre de GNU y la Licencia Creative Commons Atribución-CompartirIgual 4.0 Internacional.